# Їда Ей
Їда Ей (нар. 9 вересня 1967) — колишня японська тенісистка.
Найвищу одиночну позицію світового рейтингу — 203 місце досягла 24 серпня 1992, парну — 44 місце — 19 квітня 1993 року.
Здобула 3 одиночні та 1 парний титул.
Найвищим досягненням на турнірах Великого шолома було 2 коло в парному розряді.

## Фінали турнірів WTA

### Парний розряд: 1 (1 перемога)
| Результат | Дата     | Турнір     | Рівень   | Покриття | Партнерка    | Суперниці             | Рахунок       |
| --------- | -------- | ---------- | -------- | -------- | ------------ | --------------------- | ------------- |
| Перемога  | Кві 1993 | Japan Open | Tier III | Тверде   | Кідовакі Мая | Лі Фан Кього Нагацука | 6–2, 4–6, 6–4 |

## Фінали ITF
| турніри $50,000 |
| турніри $25,000 |
| турніри $10,000 |

### Одиночний розряд: 5 (3–2)
| Результат | Ранг | Дата             | Турнір           | Покриття | Суперниця       | Рахунок       |
| --------- | ---- | ---------------- | ---------------- | -------- | --------------- | ------------- |
| Поразка   | 1.   | 8 листопада 1987 | ITF Саґа, Японія | Трава    | Стефані Севайдс | 6–3, 6–7, 1–6 |
| Поразка   | 2.   | 16 жовтня 1988   | ITF Кофу, Японія | Трава    | Такаґі Тамака   | 6–2, 3–6, 3–6 |
| Перемога  | 1.   | 30 жовтня 1989   | ITF Саґа, Японія | Трава    | Хіросе Аяко     | 6–1, 7–6(6)   |
| Перемога  | 2.   | 28 жовтня 1991   | ITF Саґа, Японія | Трава    | Лі Фан          | 6–3, 6–3      |
| Перемога  | 3.   | 7 листопада 1993 | ITF Саґа, Японія | Трава    | Кідовакі Мая    | 6–2, 7–5      |

### Парний розряд: 22 (14–8)
| Результат | Ранг | Дата              | Турнір                           | Покриття | Партнерка       | Суперниці                             | Рахунок          |
| --------- | ---- | ----------------- | -------------------------------- | -------- | --------------- | ------------------------------------- | ---------------- |
| Поразка   | 1.   | 28 жовтня 1985    | ITF Фукуока, Японія              | Тверде   | Наоко Сато      | Нанетте Шутте Маріанне ван дер Торре  | 3–6, 5–7         |
| Перемога  | 1.   | 4 листопада 1985  | ITF Ібаракі, Японія              | Тверде   | Чжун Ні         | Нанетте Шутте Маріанне ван дер Торре  | 7–5, 6–3         |
| Поразка   | 2.   | 11 листопада 1985 | ITF Мацуяма, Японія              | Тверде   | Чжун Ні         | Нанетте Шутте Маріанне ван дер Торре  | 2–6, 1–6         |
| Поразка   | 3.   | 25 листопада 1985 | ITF Кіото, Японія                | Тверде   | Чжун Ні         | Нанетте Шутте Маріанне ван дер Торре  | 4–6, 2–6         |
| Перемога  | 2.   | 11 жовтня 1987    | ITF Кофу, Японія                 | Тверде   | Акемі Нісія     | Окамото Куміко Наоко Сато             | 7–5, 6–2         |
| Перемога  | 3.   | 8 листопада 1987  | ITF Саґа, Японія                 | Тверде   | Кідовакі Мая    | Окамото Куміко Сато Наоко             | 7–6, 3–6, 9–7    |
| Перемога  | 4.   | 15 листопада 1987 | ITF Кіото, Японія                | Тверде   | Кідовакі Мая    | Дзюнко Кімуро Хідзірі Накадзака       | 6–2, 6–2         |
| Поразка   | 4.   | 12 червня 1988    | ITF Модена, Італія               | Ґрунт    | Яюк Басукі      | Євгенія Манюкова Вікторія Мильвидська | 3–6, 6–4, 0–6    |
| Поразка   | 5.   | 3 липня 1988      | ITF Бриндізі, Італія             | Ґрунт    | Басукі Яюк      | Фредерік Мартен Віржіні Паке          | 7–5, 2–6, 2–6    |
| Поразка   | 6.   | 11 липня 1988     | ITF Файгінген, Західна Німеччина | Ґрунт    | Кідовакі Мая    | Лінда Барнард Аманда Кетцер           | 6–3, 3–6, 4–6    |
| Перемога  | 5.   | 16 жовтня 1988    | ITF Тіба, Японія                 | Тверде   | Басукі Яюк      | Сато Наоко Кідовакі Мая               | 6–2, 7–6         |
| Поразка   | 7.   | 26 червня 1989    | ITF Ареццо, Італія               | Ґрунт    | Енн Гросбек     | Габі Кастро Кончита Мартінес          | w/o              |
| Перемога  | 6.   | 25 вересня 1989   | ITF Тіба, Японія                 | Тверде   | Кідовакі Мая    | Белінда Кордвелл Джулі Річардсон      | 7–6, 6–4         |
| Перемога  | 7.   | 15 жовтня 1989    | ITF Нагасакі, Японія             | Тверде   | Кідовакі Мая    | Кейт Макдоналд Такаґі Тамака          | 6–2, 3–6, 6–2    |
| Перемога  | 8.   | 30 жовтня 1989    | ITF Саґа, Японія                 | Трава    | Сато Наоко      | Лінн Нейборс Лупіта Новело            | 7–6(3), 4–6, 6–3 |
| Перемога  | 9.   | 22 квітня 1990    | ITF Турин, Італія                | Ґрунт    | Сузанна Вібово  | Федеріка Бонсіньйорі Андреа Носай     | 7–5, 3–6, 6–4    |
| Перемога  | 10.  | 1 липня 1990      | ITF Черіньола, Італія            | Ґрунт    | Дженніфер Ф'юкс | Сімона Ізідорі Катеріна Ноццолі       | 6–1, 6–1         |
| Поразка   | 8.   | 10 лютого 1991    | ITF Джакарта, Індонезія          | Ґрунт    | Міяуті Місумі   | Керрі-Енн Г'юз Джастін Годдер         | 6–7, 5–7         |
| Перемога  | 11.  | 15 липня 1991     | ITF Евансвілл, США               | Тверде   | Хіросе Аяко     | Кеті Фоксворт Шеннен Маккарті         | 6–3, 2–6, 6–4    |
| Перемога  | 12.  | 25 жовтня 1993    | ITF Джакарта, Індонезія          | Тверде   | Нана Міяґі      | Робін Модслі Жулі Пуллен              | 6–4, 7–5         |
| Перемога  | 13.  | 7 листопада 1993  | ITF Саґа, Японія                 | Трава    | Кідовакі Мая    | Ендо Мана Наоко Савамацу              | 6–2, 3–6, 6–2    |
| Перемога  | 14.  | 31 жовтня 1994    | ITF Саґа, Японія                 | Трава    | Луїс Флемінг    | Мамі Доносіро Танака Юка              | 6–3, 7–6(2)      |